# 奇塔门
奇塔门（别称“白门”）是一个位于巴基斯坦拉合尔城墙的城门，建于1650年。这座城门曾是拉合尔最初的德里门所在地和进入拉合尔城的主要入口。

## 词源
这座城门的名字来源于曾经覆盖其表面的石灰膏。

## 位置
城门位于连接拉合尔堡和德里门的沙希古扎尔赫路（Shahi Guzargah，意为“皇家通道”）上。城门通向瓦齐尔汗·乔克广场，位于装饰华美的瓦齐尔汗清真寺和拉合尔皇家浴室之间。城门与迪娜纳斯井和赛义德神殿（Shrine of Syed Sūf）相邻。

## 历史
城门建于1650年， 当时是莫卧儿帝国皇帝沙贾汉统治时期。该城门是拉合尔最初的德里门，但被距离现在的城门大约100米的新德里门所取代。在莫卧儿时代，这座城门是进入拉合尔城的主要入口。

## 图集

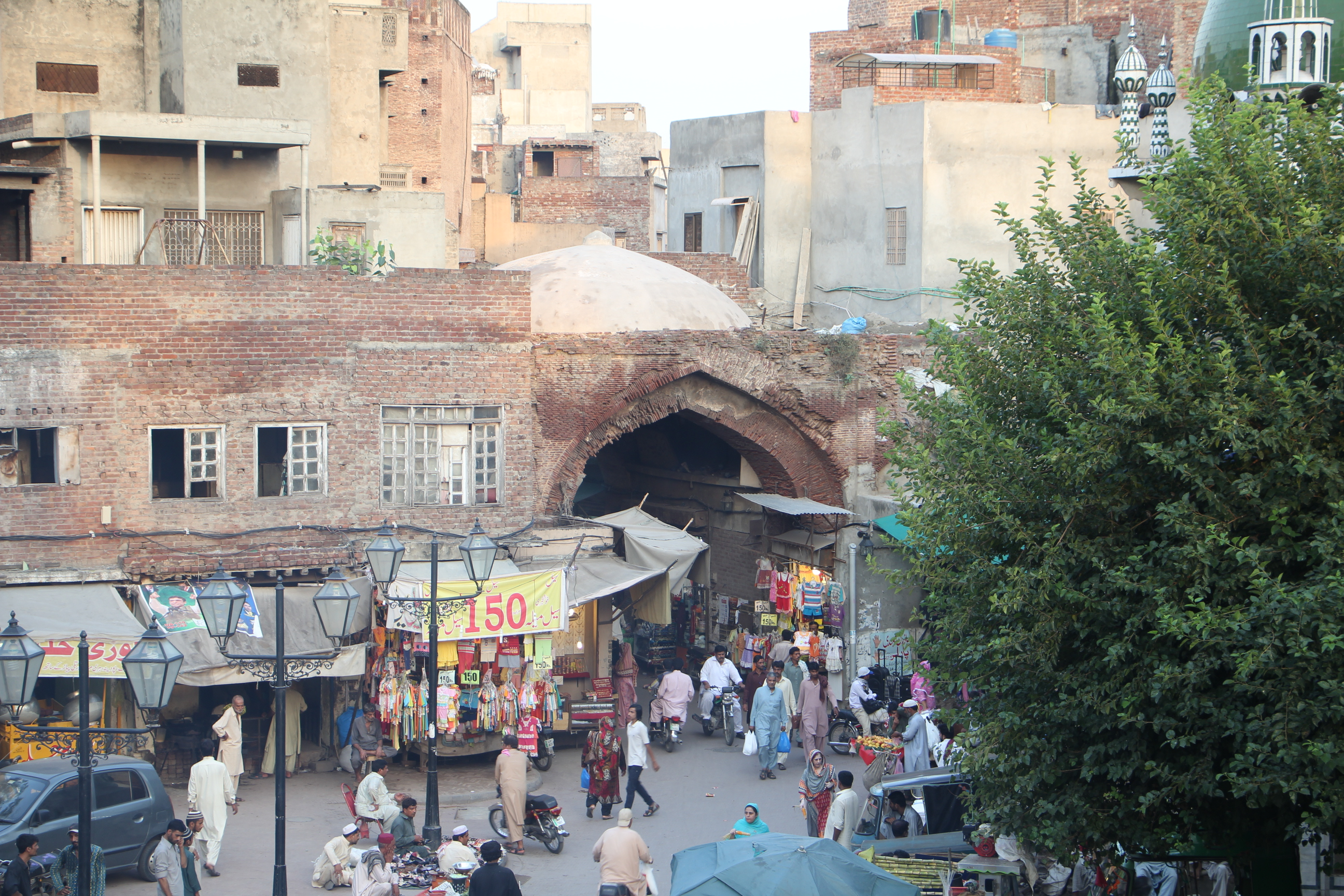
拉合尔的奇塔门位于沙希古扎尔赫路上，正对瓦齐尔汗·乔克广场（英语：Wazir Khan Chowk）。
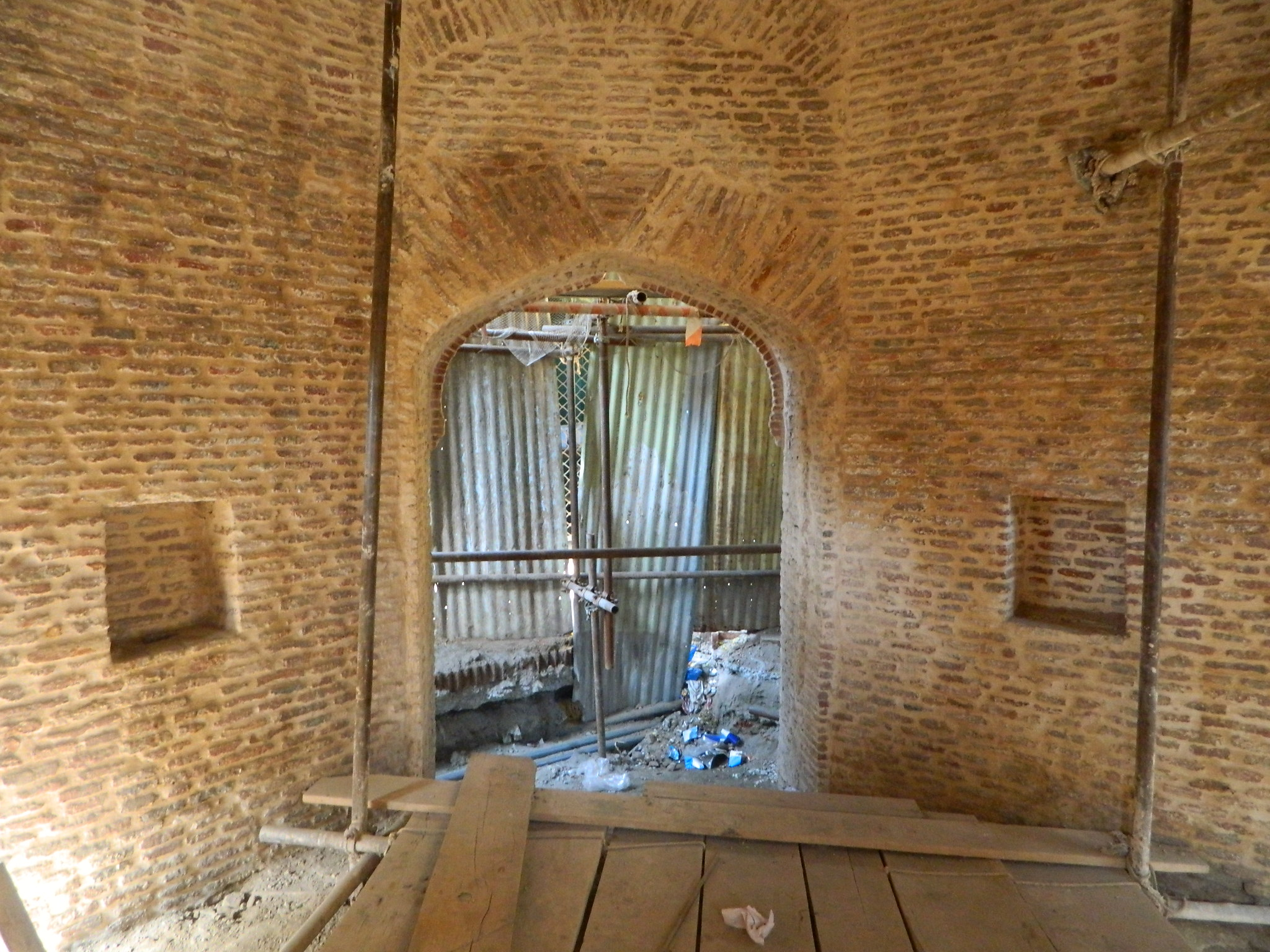
城门的内部由一个小房间构成。
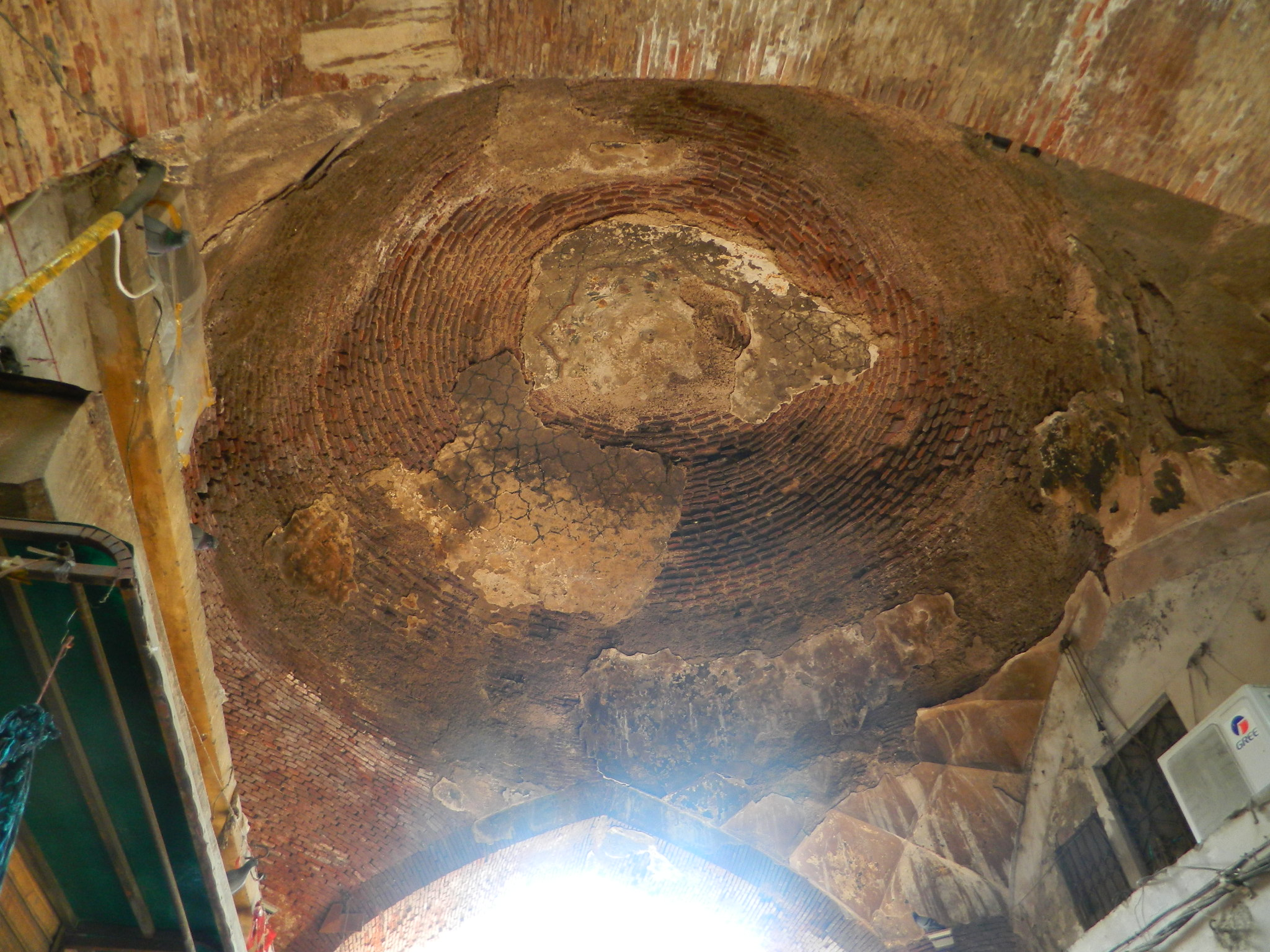
城门内部
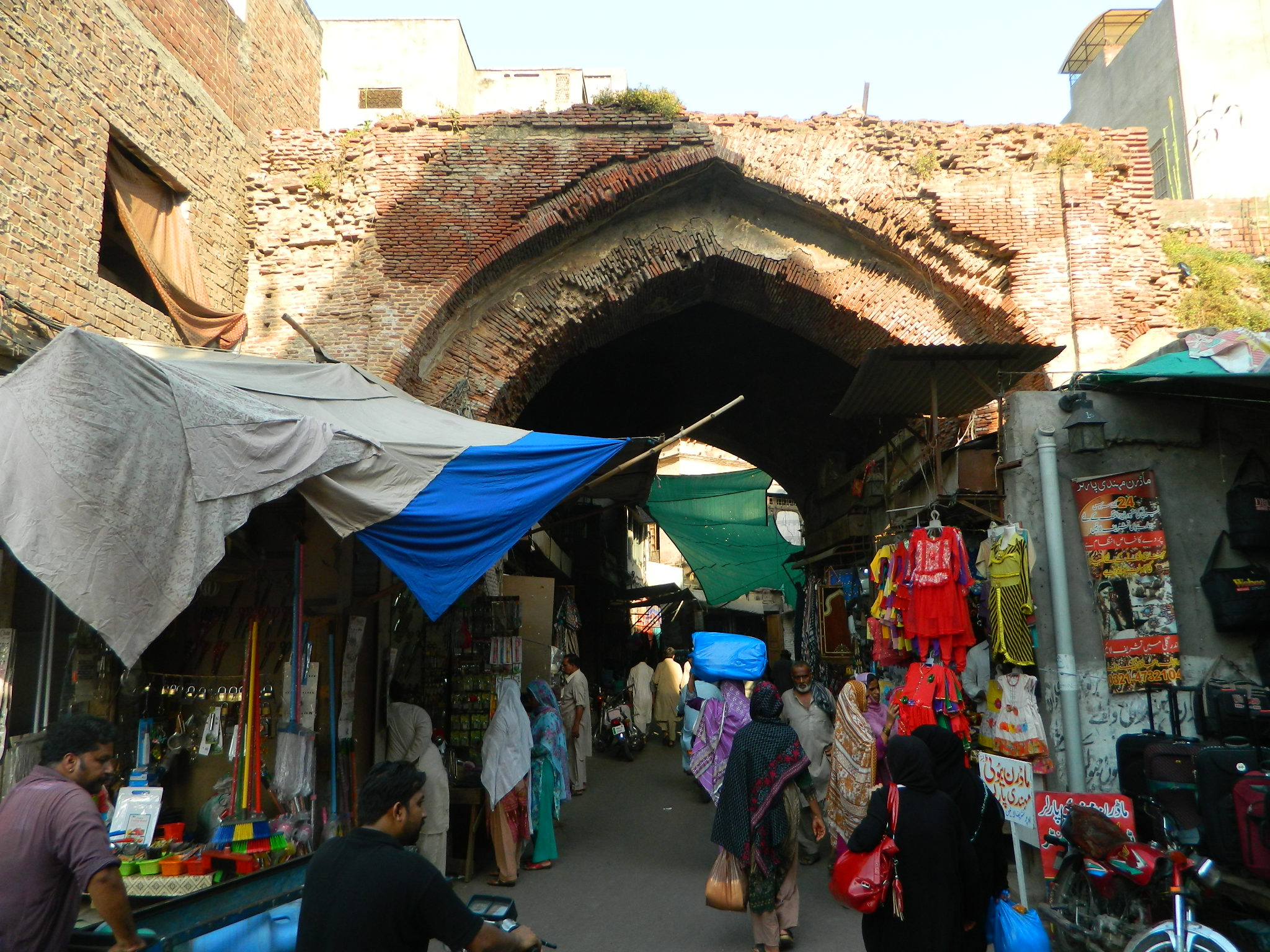
城门外观